# Prionolabis sounkyana
Prionolabis sounkyana là một loài ruồi trong họ Limoniidae. Chúng phân bố ở miền Cổ bắc.